# Voyageurs National Park
Voyageurs National Park er en nationalpark i den nordlige del af delstaten Minnesota i USA. Den ligger nær byen International Falls, og på grænsen til Ontario i Canada. Parken blev grundlagt 8. april 1975.
Parken er mest kendt for sine varierede muligheder for friluftsliv til vands og er populær blandt kanofarere, andre bådfolk og fiskere. Kabetogama-halvøen, som ligger i midten af parken og udgør hovedparten af parkens landområder, er kun tilgængelig med båd. Øst for nationalparken ligger Boundary Waters Canoe Area Wilderness, et naturområde på 4.400 km² som byder på mange af de samme muligheder for sejlads og fritidsfiskeri.

## Natur
Parken ligger indenfor grundfjeldsformationen det canadiske skjold. Fire store søer udgør det meste af arealet i parken: Lake Kabetogama, Lake Namakan, Rainy Lake, og Sand Point Lake. Området, der er dannet af gletsjere, har høje klinter, haver af sten, øer og bugter samt historiske bygninger
Sneen ligger fra november til marts/april, og snescooterturisme er udbredt i vinterhalvåret.

## Historie
Parken har sit navn efter franske «voyageurs», som bogstavelig talt betyder «rejsende», og som i denne sammenhæng peger på frit omstrejfende pelsjægere og pelshandlere i 1600- og 1700-tallet, som på fransk blev omtalt som enten voyageurs eller som coureurs des bois (løbere i skoven). Europæiske handelsmænd kom til området ca. 1688; den første var Jacques de Noyon (1668 – 1745). Det var efterspørgslen efter bæverpels s,om trak mange pelshandlere til, hvilket blev en enorm belastning for bæver-stammen i området.
Området var oprindelig beboet af indianere af Cree-, Assiniboine- og Monsoni-stammerne.
«The Rainy Lake Gold Rush» foregik mellem 1894 og 1898. Minebyen Rainy Lake City blev forladt i 1901. Kommercielt fiskeri efter stør (Acipenser fulvescens) foregik mellem 1890 og 1930 og blev gradvist afløst af familiebaseret fiskeri, som fortsatte frem til 1940'erne. Nogle fiskerlejer er bevaret.
Det første fredningsforslag kom fra delstatsmyndighederne i 1891, men arbejdet med fredning på føderalt niveau blev ikke igangsat før i 1971.

## Brug af parken
Der er 175 skiltede rastepladser og overnatningssteder i parken. Alle er anlagt ved vand, og kan kun nås med båd. Der er tre typer: dagtidsrastepladser, teltpladser og ankerpladser for husbåde.